# Hannah Gross
Hannah Gross (ur. 25 września 1990 w Toronto) – kanadyjska aktorka, która wystąpiła m.in. w serialu Mindhunter i filmie Joker. Córka aktorów Paula Grossa i Marthy Burns.

## Filmografia

### Filmy
| Rok  | Tytuł                                        | Rola                | Uwagi                |
| ---- | -------------------------------------------- | ------------------- | -------------------- |
| 2002 | Faceci z miotłami                            |                     | nieuwzgl, w napisach |
| 2004 | Wilby Wonderful                              |                     | nieuwzgl, w napisach |
| 2005 | Drei Mädchen                                 | Daughter            | krótkometrażowy      |
| 2013 | I Used to Be Darker                          | Abby                |                      |
| 2013 | Lydia Hoffman Lydia Hoffman                  | Lydia Hoffman       | krótkometr.          |
| 2013 | The Sixth Year                               | Gabby               | piąty segment        |
| 2014 | Czas niepewności                             | Cammy               |                      |
| 2014 | Christmas, Again                             | Lydia               |                      |
| 2014 | Haze                                         | Natalie             | krótkometr.          |
| 2015 | Valedictorian                                | Emily               |                      |
| 2015 | Stinking Heaven                              | Ann                 |                      |
| 2015 | Take What You Can Carry                      | Lilly               | krótkometr.          |
| 2015 | Beach Week                                   | Laure               | krótkometr.          |
| 2015 | Little Cabbage                               | Ana                 | krótkometr.          |
| 2016 | The Zeno Question                            | Kirsten             | krótkometr.          |
| 2016 | Dramatic Relationships                       |                     | krótkometr.          |
| 2016 | Psychic Ills: Baby                           | dziewczyna w barrze | krótkometr.          |
| 2016 | Psychic Ills: Another Change                 | dziewczyna          | krótkometr.          |
| 2016 | Chyba że                                     | Norah               |                      |
| 2016 | Nightshade                                   | Rose Waltz          | krótkometr.          |
| 2017 | Marjorie Prime                               | młoda Marjorie      |                      |
| 2018 | Góra                                         | Susan               |                      |
| 2018 | Her Smell                                    | Tiffany             |                      |
| 2019 | Joker                                        | młoda Penny Fleck   |                      |
| 2019 | Clifton Hill                                 | Laure               |                      |
| 2020 | Tesla                                        |                     |                      |
| 2020 | Jeszcze jest czas (Falling)                  | Gwen                |                      |
| 2020 | Inwersja (The Education of Fredrick Fitzell) | Karen               |                      |
| 2021 | Honky Kong                                   | Mina Edison         |                      |
| 2021 | Editing                                      | Amanda              | krótkometr.          |
| 2023 | Dorośli                                      | Rachel              |                      |

### Telewizja
| Rok  | Tytuł      | Rola           | Uwagi            |
| ---- | ---------- | -------------- | ---------------- |
| 2017 | Mindhunter | Debbie Mitford | w gł. obsadzie   |
| 2018 | Grzesznica | Marin          | 8 odc.           |
| 2018 | Deadwax    | Etta Pryce     | gł. rola, 7 odc. |